# Krylja Sovetov Moskou
Krylja Sovetov Moskou (Russisch: Крылья Советов Москва) was een voetbalclub uit de Sovjet-Unie. De club speelde zes seizoenen in de hoogste klasse tussen 1938 en 1948.  

## Geschiedenis
De club werd opgericht in 1934 en speelde vanaf 1936 in de vierde klasse. Toen de hoogste divisie in 1938 uitgebreid werd van 9 naar 26 clubs mocht ook Krylja Sovetov bij de elite aantreden, echter was dit een niveau te hoog voor de club en ze werden 25ste en lieten enkel Boerevestnik Moskou achter zich. Het volgende seizoen werd de club kampioen in de tweede klasse en keerde zo terug naar de hoogste klasse en eindigde daar in de middenmoot. Voor het seizoen 1941 fuseerden vier teams uit Moskou, waaronder Krylja Sovetov tot Profsojoez-1 en Profsojoez-2 Moskou. Na de Tweede Wereldoorlog ging de club terug zelfstandig van start in de competitie. Na drie seizoenen in de lagere middenmoot volgde een degradatie in 1948. In de beker bereikte de club in 1944 en 1946 de kwartfinale. Na de degradatie verdween de club voor lange tijd uit de competitie en maakte eind jaren zestig een rentree voor drie seizoenen in de lagere reeksen.